# Achter de wolken schijnt altijd de zon
Achter de wolken schijnt altijd de zon is een Nederlandstalige single van de Belgische zanger Willy Sommers uit 2013. Het was het enige liedje op de single. Het nummer verscheen ook op het album Pluk de dag uit datzelfde jaar. De single bereikte de eerste plaats in de Vlaamse top 10, waar het in totaal zes weken in stond.

## Meewerkende artiesten
- Producer: Phil Sterman
- Muzikanten:
  - Willy Sommers (zang)
  - Corina Braemt (backing vocals)
  - Frank Deruytter (saxofoon)
  - Frederik Heirman (trombone)
  - Ivann (backing vocals)
  - Nadia Mampaey (backing vocals)
  - Phil Sterman (drums, keyboards, programmatie)
  - Tom Lodewyckx (gitaar)
  - Yves Fernandez Solino (trompet)